# Tanques de Agua de Rosia
Los Tanques de Agua de Rosia (en inglés: Rosia Water Tanks) eran unos grandes tanques de agua construidos a finales del siglo XIX en la Bahía de Rosia (Rosia Bay), en el territorio británico de ultramar de Gibraltar. Fueron construidos sobre la base de la recomendación hecha por el almirante John Jervis, 1.er Conde de San Vicente (St Vincent) que trasladó el complejo Victualling Yard a Rosia Bay. El complejo permitió a los buques de la Marina real británica (Royal Navy) obtener alimento y agua en un sitio. Los tanques de agua de Rosia permanecieron en poder del Ministerio de Defensa británico hasta 2004, momento en el que fueron transferidos al Gobierno de Gibraltar. A pesar de la crítica local e internacional, y un caso judicial iniciado por la Gibraltar Heritage Trust, los tanques fueron demolidos en 2006 para dar paso a unas viviendas. Cuando la financiación del desarrollador OEM Internacional resultó insuficiente para completar el proyecto el gobierno embargó el sitio.